# The Journal of Philosophy
The Journal of Philosophy est une revue académique mensuelle à comité de lecture sur la philosophie, fondée en 1904 à l'université de Columbia. Son objectif déclaré est de « publier des articles philosophiques d'intérêt actuel et d'encourager l'échange d'idées, en particulier l'exploration de la frontière entre la philosophie et les autres disciplines ». Les abonnements et l'accès en ligne sont gérés par le Centre de documentation de philosophie (en).
Le Journal est classé deuxième revue de philosophie de la plus haute qualité dans un sondage mené sur le blog de philosophie populaire Leiter Reports (en) et il est largement considéré comme l'une des revues les plus prestigieuses dans le domaine. La revue publie également la série de conférences Dewey, Woodbridge et Nagel organisées à l'université de Columbia.

## Histoire
La revue est fondée à l'université de Columbia en 1904 sous le nom de The Journal of Philosophy, Psychology, and Scientific Methods, sous la direction des professeurs Woodbridge et Cattell. Wendell T. Bush devient co-rédacteur en chef de la revue en 1906 et lui fournit sa dotation. Le numéro inaugural annonce que la revue a été fondée dans le but de « couvrir l'ensemble du domaine de la philosophie scientifique, de la psychologie, de l'éthique et de la logique » afin que « les relations entre philosophie et psychologie restent intimes ». En 1921, le nom de la revue est abrégé en The Journal of Philosophy.
De 1954 à 1985, le président de la revue est Albert G. Redpath. Après le décès de Redpath, Corliss Lamont est président pendant une courte période. Arthur Danto est président de 1985 à 2010, suivi d'Akeel Bilgrami (en), l'actuel président.
La revue est publiée par l'université de Columbia. Depuis sa création jusqu'en 1998, la revue a été imprimée par Lancaster Press à Lancaster, en Pennsylvanie. Aujourd'hui, le journal est imprimé par Sheridan Press à Hanovre, également en Pennsylvanie.
Les anciens contributeurs à la revue incluent : Theodor W. Adorno, G. E. M. Anscombe, David M. Armstrong, Alfred Jules Ayer, Jonathan Bennett, Henri Bergson, Ned Block, Tyler Burge, Rudolf Carnap, Stanley Cavell, David Chalmers, Roderick Chisholm, Noam Chomsky, Paul Churchland, Arthur Danto, Donald Davidson, Daniel Dennett, John Dewey, Fred Dretske, W. E. B. Du Bois, Michael Dummett, Ronald Dworkin, Kit Fine, Jerry Fodor, Harry Frankfurt, Peter Geach, Alvin Goldman, Nelson Goodman, Jürgen Habermas, Ian Hacking, Gilbert Harman (en), Carl Gustav Hempel, Jaakko Hintikka, Frank Jackson, William James, Jaegwon Kim, David Lewis, Walter Kaufmann, Christine Korsgaard, Saul Kripke, Alasdair MacIntyre, John Leslie Mackie, John McDowell, George Herbert Mead, Sidney Morgenbesser (en), Ernest Nagel, Thomas Nagel, Robert Nozick, Martha Nussbaum, Derek Parfit, Charles Sanders Peirce, Alvin Plantinga, Hilary Putnam, Willard Van Orman Quine, John Rawls, Hans Reichenbach, Richard Rorty, Bertrand Russell, George Santayana, T. M. Scanlon (en), David Schmidtz (en), Wilfrid Sellars, Amartya Sen, Elliott Sober, Robert Stalnaker (en), Peter Frederick Strawson, Charles Taylor, Tim van Gelder (en) et Peter van Inwagen.

## Articles notables
Selon le Thomson Reuters Journal Citation Reports, les articles les plus cités publiés par la revue comprennent :

### XXesiècle
- "Does 'Consciousness' Exist" (1904) - William James
- "A World of Pure Experience" (1904) - William James
- "The Postulate of Immediate Empiricism" (1905) - John Dewey
- "The Social Self" (1913) - George Herbert Mead
- "Dewey's Naturalistic Metaphysics" (1925) - George Santayana
- "Behaviorism and Purpose" (1925) - Edward C. Tolman
- "Logical Positivism" (1931) - Albert E. Blumberg et Herbert Feigl
- "Present Standpoints and Past History" (1939) - Arthur O. Lovejoy
- "The Function of General Laws in History" (1942) - Carl G. Hempel
- "The Problem of Counterfactual Conditionals" (1947) - Nelson Goodman
- "Quantifiers and Propositional Attitudes" (1956) - W. V. O. Quine
- "Actions, Reasons, and Causes" (1963) - Donald Davidson
- "The Artworld" (1964) - Arthur Danto
- "An Argument for the Identity Theory" (1966) - David Kellogg Lewis
- "Singular Terms, Truth-Value Gaps, and Free Logic" (1966) - Bas van Fraassen
- "Counterpart Theory and Quantified Modal Logic" (1968) - David Kellogg Lewis
- "Ontological Relativity" (1968) - W. V. O. Quine
- "Alternate Possibilities and Moral Responsibility" (1969) - Harry Frankfurt
- "Epistemic Operators" (1970) - Fred Dretske
- "Intentional Systems" (1971) - Daniel Dennett
- "Freedom of the Will and the Concept of a Person" (1971) - Harry Frankfurt
- "Causation, Nomic Subsumption, and the Concept of Event" (1973) - Jaegwon Kim
- "Meaning and Reference" (1973) - Hilary Putnam
- "Functional Analysis" (1975) - Robert Cummins
- "Free Agency" (1975) - Gary Watson
- "Outline of a Theory of Truth" (1975) - Saul Kripke
- "Preference and Urgency" (1975) - T. M. Scanlon (en)
- "Discrimination and Perceptual Knowledge" (1976) - Alvin Goldman
- "Wide Reflective Equilibrium and Theory Acceptance in Ethics" (1979) - Norman Daniels
- "Kantian Constructivism in Moral Theory" (1980) - John Rawls
- "Rational and Full Autonomy" (1980) - John Rawls
- "Eliminative Materialism and the Propositional Attitudes" (1981) - Paul Churchland
- "Moral Information" (1985) - Amartya Sen
- "Skepticism about Practical Reason" (1986) - Christine Korsgaard
- "What Mary Didn't Know" (1986) - Frank C. Jackson
- "Individualism and Self-Knowledge" (1988) - Tyler Burge
- "Why Abortion is Immoral" (1989) - Don Marquis (en)
- "The Structure and Content of Truth" (1990) - Donald Davidson
- "National Self-Determination" (1990) - Avishai Margalit et Joseph Raz
- "Real Patterns" (1991) - Daniel Dennett
- "Rationality Within Reason" (1992) - David Schmidtz (en)
- "Reconciliation Through the Public Use of Reason: Remarks on John Rawls's Political Liberalism" (1995) - Jürgen Habermas
- "What Might Cognition Be, If Not Computation?" (1995) - Tim van Gelder (en)
- "The Woodbridge Lectures: Having the World in View: Sellars, Kant, and Intentionality" (1997) - John McDowell

### XXIesiècle
- "Causation as Influence" (2000) - David Lewis
- "Knowing How" (2001) - Jason Stanley (en) et Timothy Williamson
- "The Harder Problem of Consciousness" (2002) - Ned Block
- "Challenges to the Hypothesis of Extended Cognition" (2004) - Robert D. Rupert (en)
- "What Do We Want from a Theory of Justice" (2006) - Amartya Sen
- "The Dewey Lectures: What Kind of Creatures Are We?" (2013) - Noam Chomsky